# Carlo Barberini
Carlo Barberini, född 1 juni 1630 i Rom, död 2 oktober 1704 i Rom, var en italiensk kardinal. Han tjänade som  ärkepräst för San Pietro in Vaticano från 1667 till 1704 samt prefekt för Kongregationen för folkens evangelisering från 1698 till 1704.

## Biografi
Carlo Barberini var son till Taddeo Barberini och Anna Colonna. 
I juni 1653 upphöjde påve Innocentius X Barberini till kardinaldiakon med San Cesareo in Palatio som titeldiakonia. Barberini mottog de lägre vigningarna den 21 september 1653; han blev subdiakon 1654 och diakon 1655. Kardinal Barberini kom att delta i sju konklaver: 1655, 1667, 1669–1670, 1676, 1689, 1691 och 1700.
Berberini prästvigdes i september 1683 och blev kardinalpräst senare samma månad; han erhöll Santa Maria della Pace som titelkyrka.
Kardinal Barberini avled i Rom år 1704 och är begravd i Cappella Barberini i basilikan Sant'Andrea della Valle.

## Bilder

Kardinal Carlo Barberinis titeldiakonior och titelkyrkor
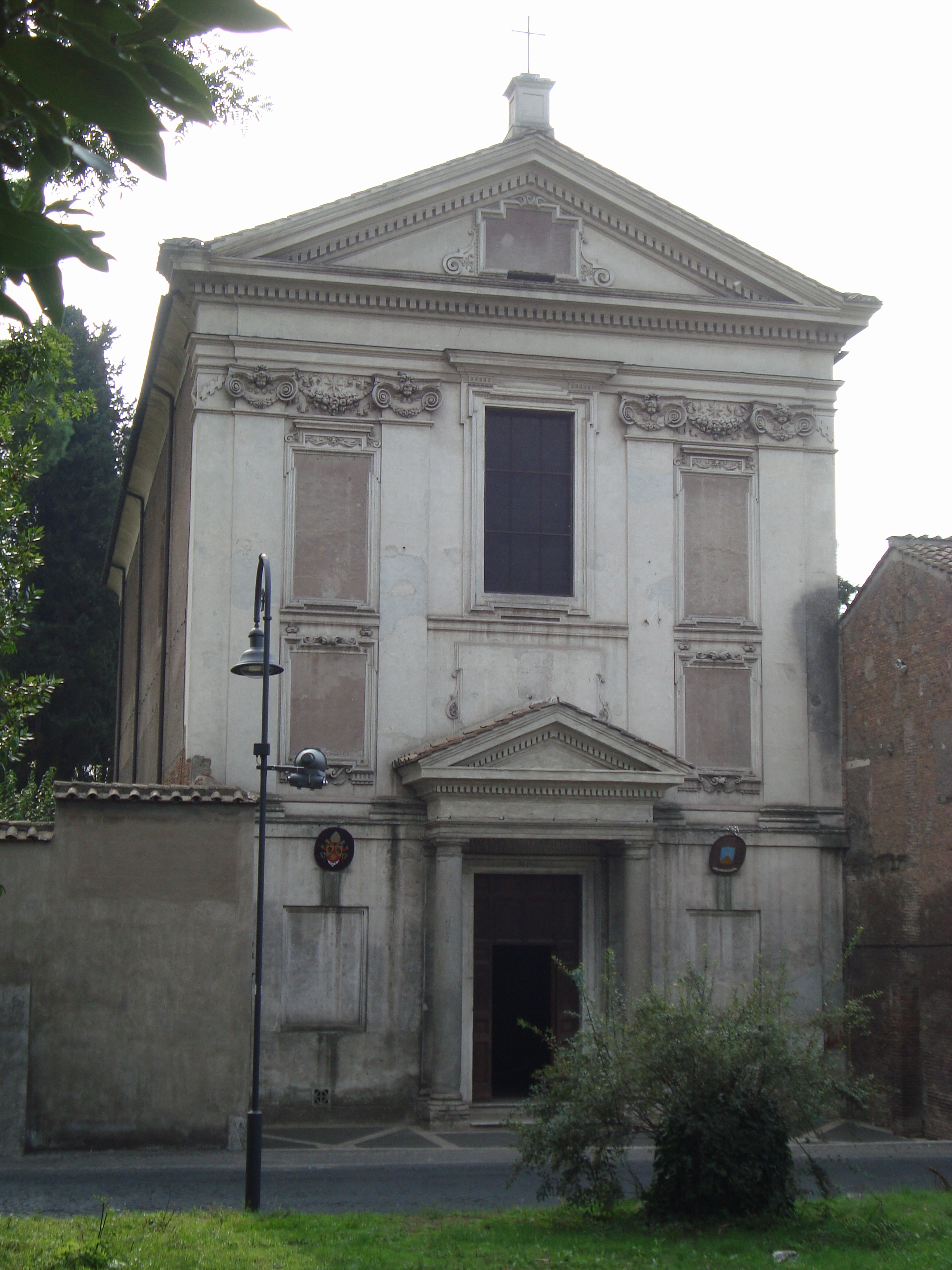
San Cesareo in Palatio.
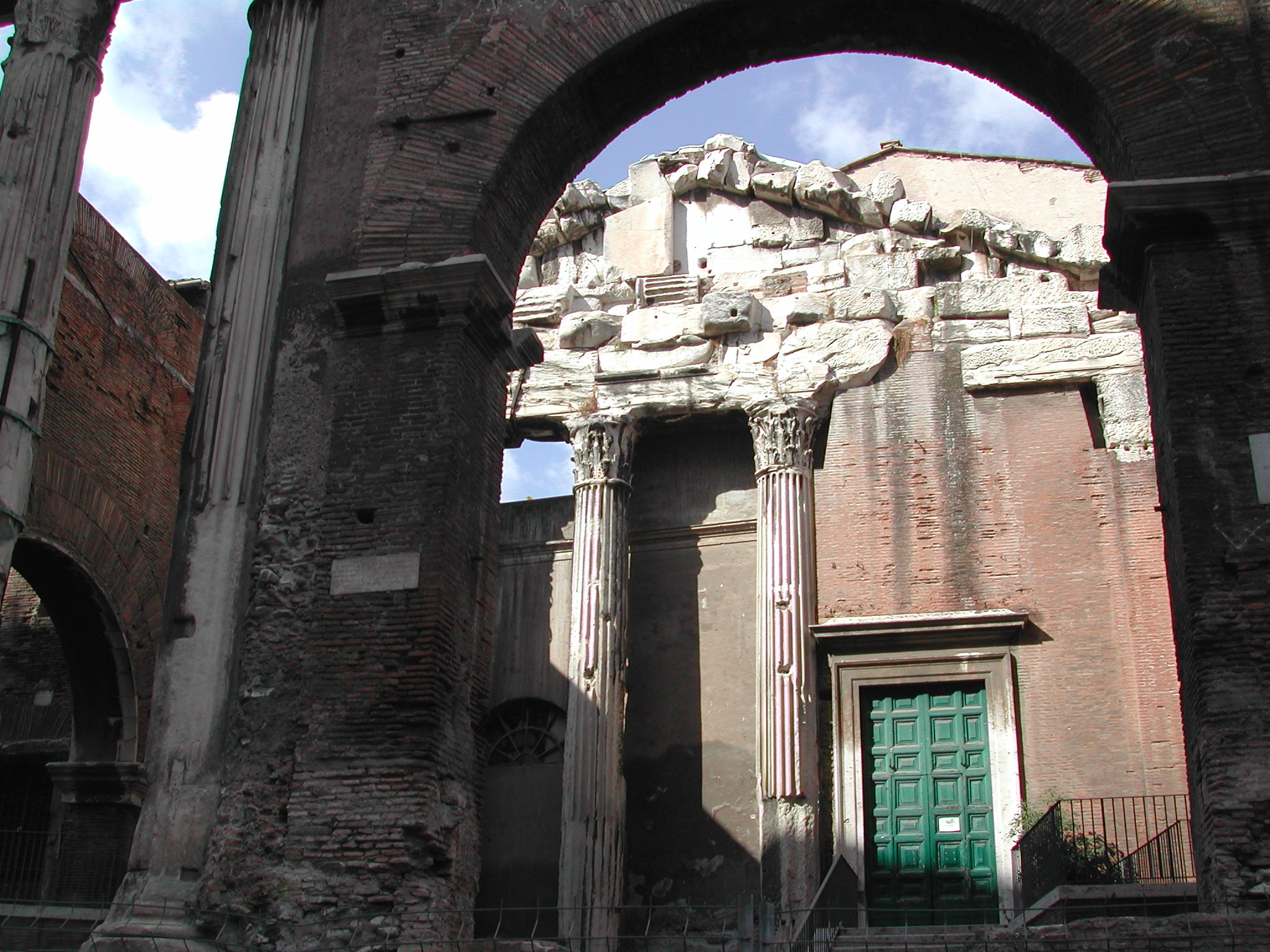
Sant'Angelo in Pescheria.
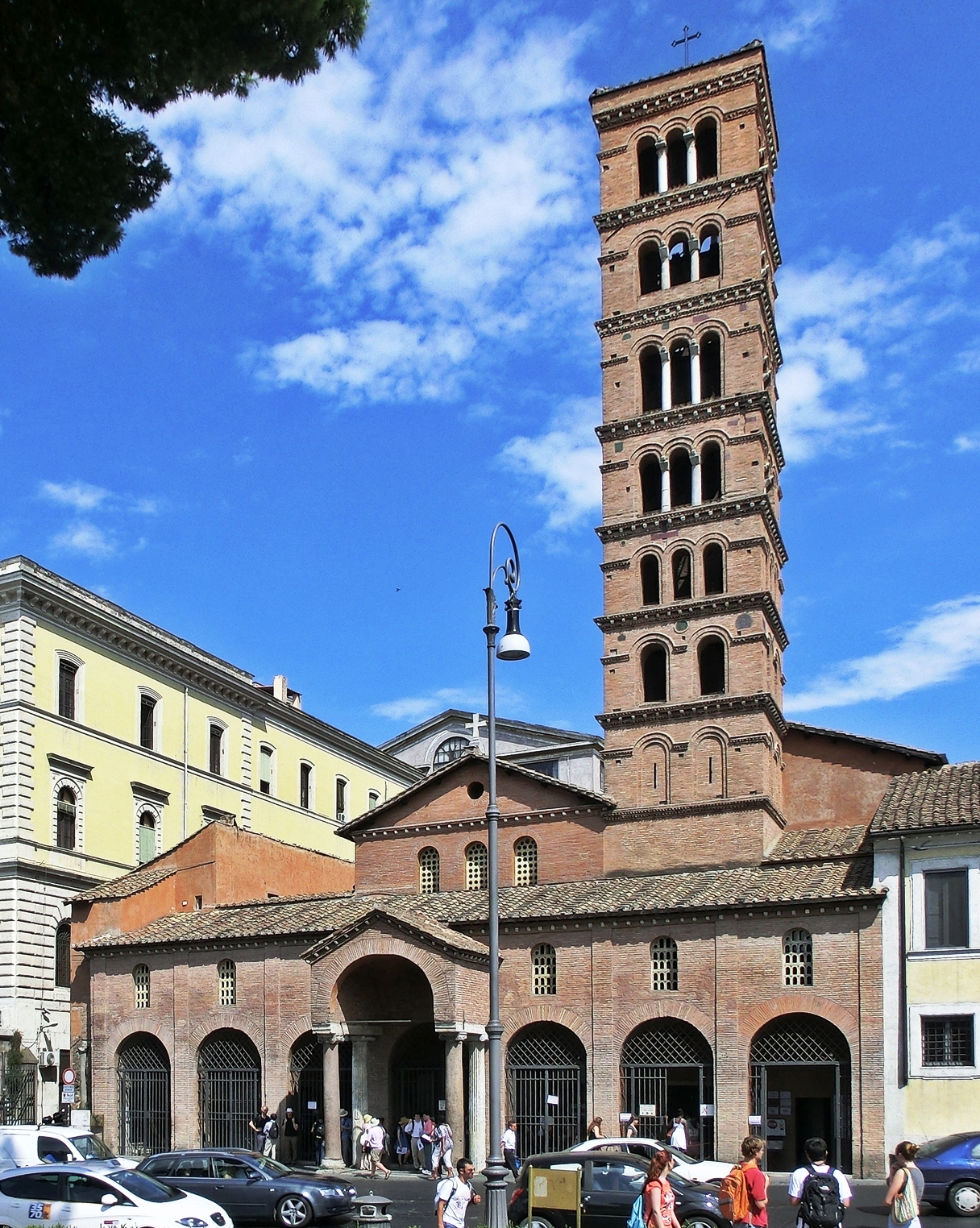
Santa Maria in Cosmedin.
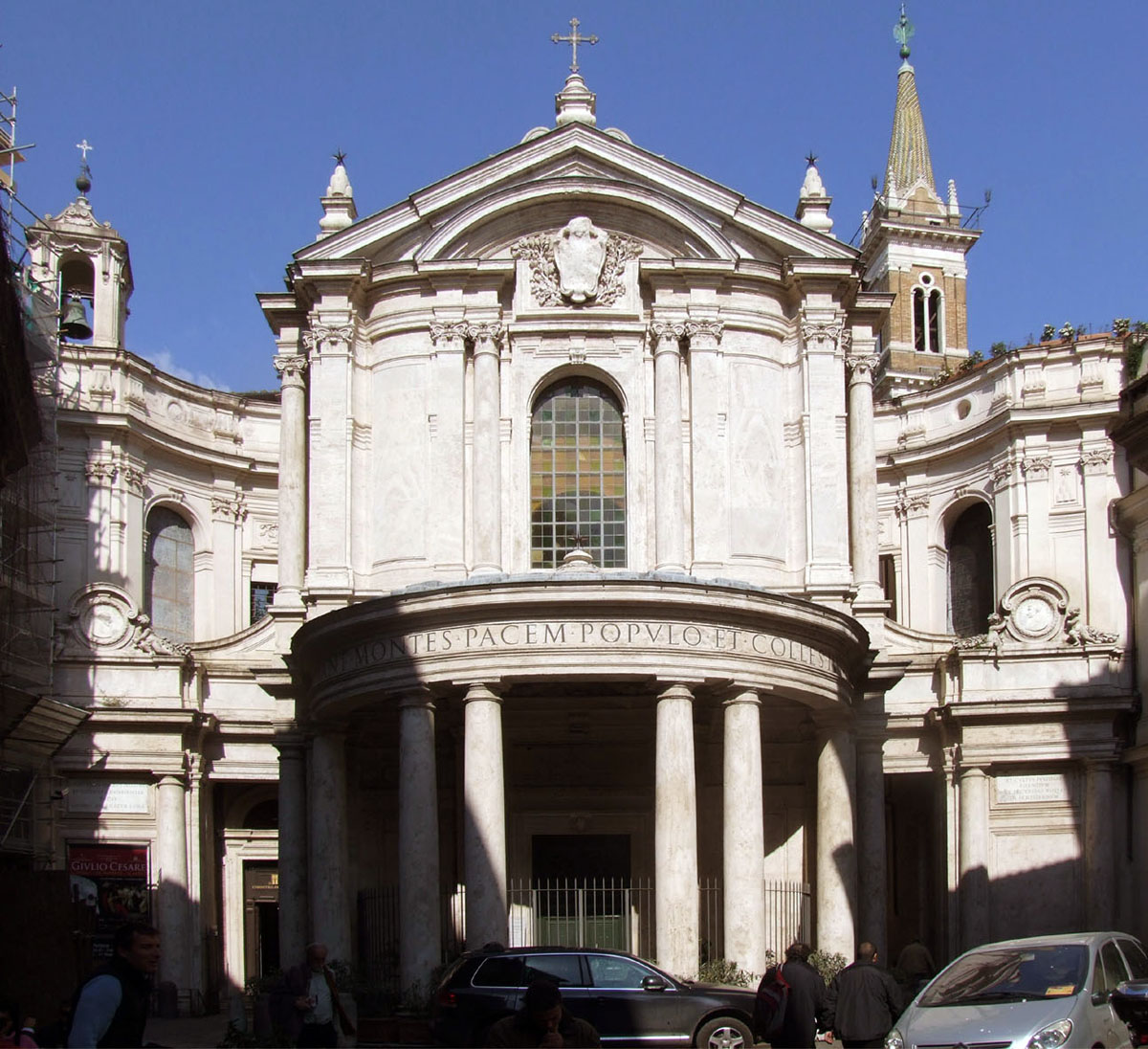
Santa Maria della Pace.
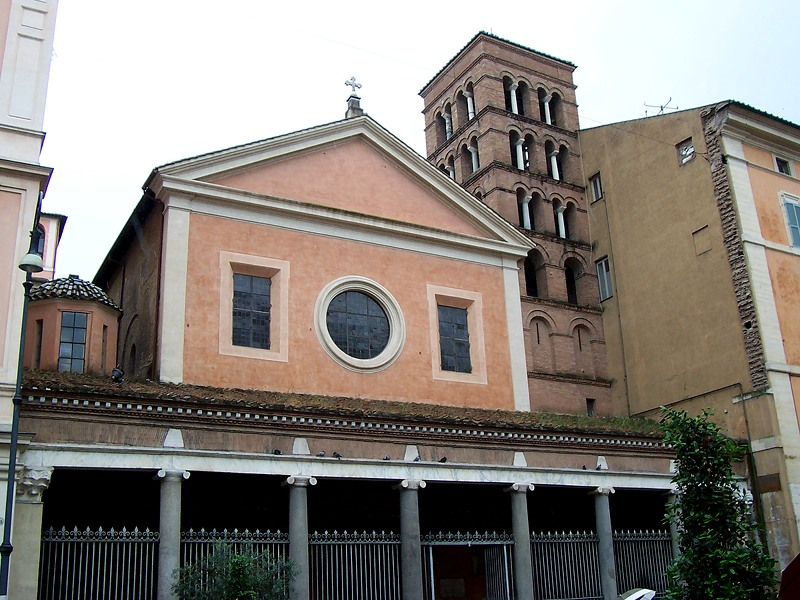
San Lorenzo in Lucina.